# Рој Џ. Глаубер
Рој Џеј Глаубер (енгл. Roy Jay Glauber; Њујорк, 1. септембар 1925 — Њутон, 26. децембар 2018) био је амерички физичар. Предавао је на Универзитету Харвард. Добитник је Нобелове награде за физику 2005. „за допринос квантној теорији оптичке кохеренције”, док је друга половина награде додељена Џону Л. Холу и Теодору В. Хеншу.
Област научног интересовања Рој Глаубера је квантна оптика. Бавио се истраживањем физике кохерентног зрачења, где је дао формулу за кохеренцију. Бавио се и проблемима дисперзије високоенергетских честица, на пример хадрона EN на језгрима атома.